# Pniewy (wieś w województwie kujawsko-pomorskim)
Pniewy – wieś w Polsce, położona w województwie kujawsko-pomorskim, w powiecie żnińskim, w gminie Gąsawa.

## Historia i demografia

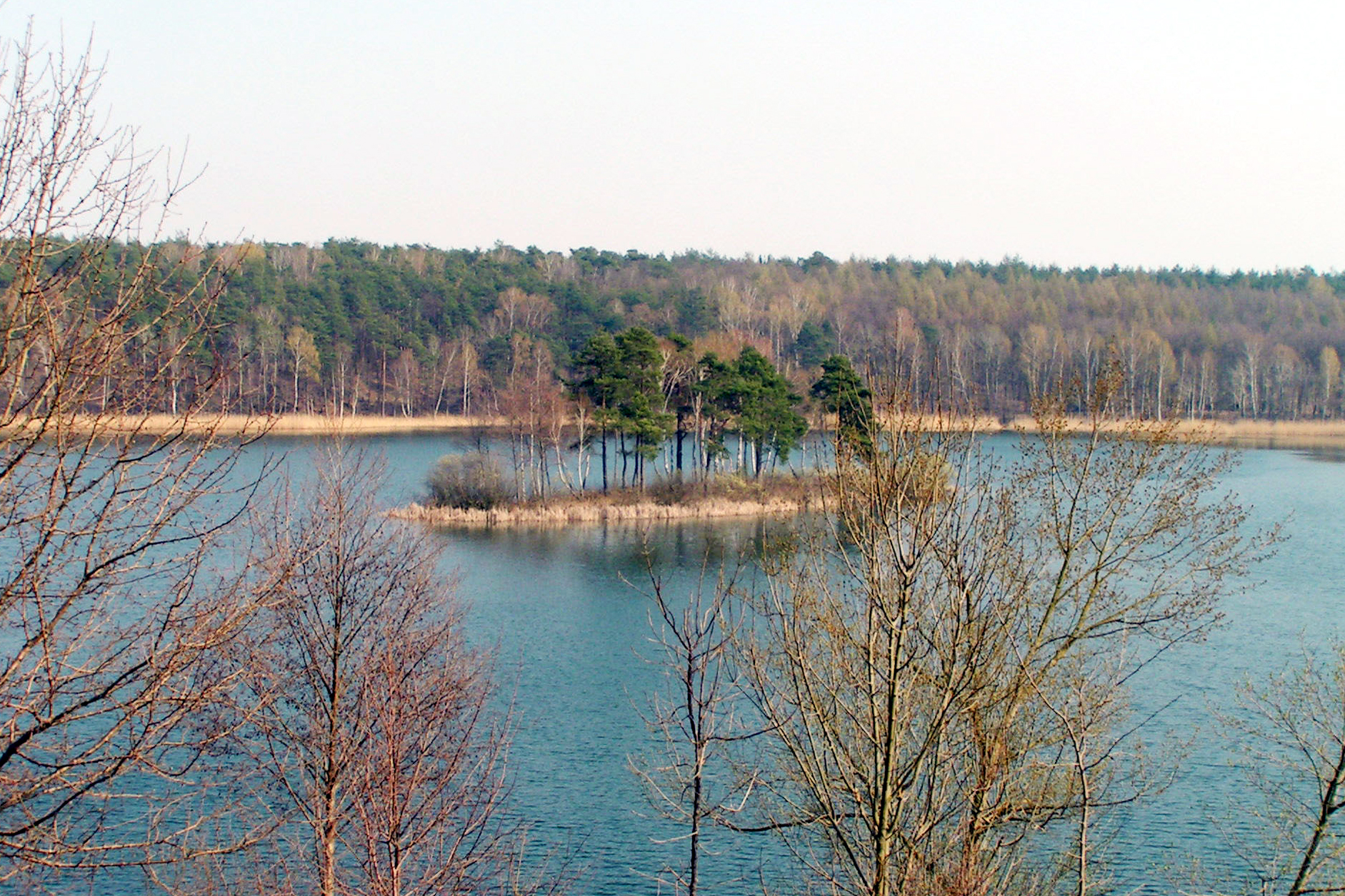
Wyspa na Jeziorze Pniewskim

Wieś klucza żnińskiego arcybiskupstwa gnieźnieńskiego, położona była w XVII wieku w powiecie kcyńskim województwa kaliskiego. W latach 1975–1998 miejscowość położona była w województwie bydgoskim. Według Narodowego Spisu Powszechnego (III 2011 r.) liczyła 118 mieszkańców. Jest dwunastą co do wielkości miejscowością gminy Gąsawa.

## Pomniki przyrody
W 2011 roku ustanowiono pomnikiem przyrody grupę drzew:
- jesion wyniosły o obwodzie 255 cm
- 2 wiązy szypułkowe o obwodach 255 i 300 cm.